# René (nombre)
El nombre René es la variante francesa de Renato, el cual es un nombre propio de origen latino (Renatus) que significa ‘nacido de nuevo’ o también ‘renacido’, siendo natus: ‘nacido’.
René es usado como nombre y como apellido o como nombre de algún lugar. Es considerado un nombre mixto tanto masculino y femenino, o diferenciado al escribirlo con una é (es para masculino) y con dos ée (es femenino).

## Historia
En la antigüedad romana, el nombre Renatus (en latín ‘renacido’) se refería a la inducción de un iniciado en la religión mitraísta. Después del sacrificio de un toro ―el taurobolio―, el iniciado era entonces nombrado renatus in aeternum (‘renacido para siempre’).
Cuando el cristianismo se convirtió en la religión del Estado, el nombre Renatus fue utilizado en referencia al sacramento cristiano del bautismo.
René es un nombre propio muy común en Francia. En algunos países no francófonos, sin embargo, existe la costumbre de dar el nombre de René (a veces escrito Rene, sin acento) a los niños y también a las niñas. Además, ambas formas ―Rene y René― se utilizan como apellidos. René es originalmente sólo un nombre masculino (siendo Renée la forma femenina).

## Variaciones en otros idiomas
- Alemán: Renatus
- Español: Renato, René
- Francés: René
- Inglés: René
- Italiano: Renato
- Japonés: レネ
- Portugués: Renato, René
- Ruso: Рене

## Personas con el nombre René
Para ver una lista de personas con el nombre René, consulte el artículo René.
- Datos: Q2624417
- Multimedia: René (given name) / Q2624417